# Erechthias stilbella
Erechthias stilbella är en fjärilsart som beskrevs av Doubleday 1843. Erechthias stilbella ingår i släktet Erechthias och familjen äkta malar. Inga underarter finns listade i Catalogue of Life.